# Friderik Baraga
Friderik Baraga, krščen kot Irenej Friderik Baraga, slovenski misijonar, škof, popotnik, slovničar in kandidat za svetnika, * 29. junij 1797, Knežja vas (Grad Mala vas), † 19. januar 1868, Marquette, Michigan, Združene države Amerike.

## Življenje
Baraga se je rodil v gradiču Mala vas pri Dobrniču. Krščen je bil še isti dan v dobrniški župnijski cerkvi sv. Jurija z imenoma Irenej Friderik, vendar prvega imena ni nikoli uporabljal, le drugega. Njegova starša – oče Janez Nepomuk Baraga in mati Marija Katarina Jožefa (rojena Jenčič) – sta imela pet otrok, izmed katerih je bil Friderik četrti. Oče ni bil bogat, a mati je po smrti svojega očeta podedovala posestvo Mala vas poleg še drugega obsežnega imetja. Bila sta bogaboječa in pobožna ter prizadevna pri preživljanju otrok, da bi jim omogočila dobro izobrazbo.
Leta 1799 so grad Mala vas prodali stavbeniku Santu Treu starejšemu in se preselili na Grad Trebnje. Mati je umrla leta 1808, oče pa leta 1812, tako je Friderik odraščal v hiši doktorja Jurija Dolinarja, laičnega profesorja v škofijskem semenišču v Ljubljani. Poletja je preživljal pri stricu Ignaciju na gradu Belnek pri Moravčah.
Najprej je na Dunaju študiral pravo, kjer je spoznal redemptorista Klemna Marijo Dvoržaka. Ob njem se je odločil za duhovniški poklic. Ko je leta 1821 dokončal študij prava, je v Ljubljani vstopil v bogoslovje. Duhovnik je postal leta 1823. Novo mašo je daroval na stranskem oltarju v stolnici takoj naslednji dan po posvečenju. Poleg Baraga je bilo prisotnih samo šest ljudi: njegovi sestri Amalija in Antonija, stric Ignacij s hčerkama in boter Jurij Dolinar.
Štiri leta je bil kaplan v Šmartinu pri Kranju, nato pa dve leti v Metliki. Kot kaplan je bil znan po svoji preprostosti in priljudnosti. Ponovno je ustanavljal bratovščine, ki so bile prepovedane v času cesarja Jožefa II., na primer bratovščino Srca Jezusovega. Veliko je dal na lepoto bogoslužnih prostorov, zato je med službovanjem v Metliki na lastne stroške dal prenoviti oltar in križev pot. Med verniki je bil priljubljen, pri ostalih duhovnikih pa je večkrat naletel na nerazumevanje in nasprotovanje.
Leta 1829 je cenzura potrdila njegov molitvenik Dušna paša, ki ga je napisal tri leta poprej.
Ko mu je pod roke prišla knjižica Oris zgodovine Cincinnatijske škofije, se je Baraga odločil za misijonarski poklic. Leta 1830 je prispel v Združene države Amerike misijonarit med Indijance. Takoj po prihodu se je začel učiti njihovega jezika, medtem pa je oskrboval nemško župnijo v Cincinnatiju. Njegova prva misijonska postojanka je bila Arbre Croche (Krivo drevo, danes Harbor Springs) ob Michiganskem jezeru, na ozemlju plemena Otava. Leta 1832 je v Detroitu dal natisniti prvi molitvenik v otavskem jeziku: Otawa Anamie-Misinaigan. Poleg Krivega drevesa je oskrboval še druge misijonske postojanke ob Michiganskem jezeru: Veliko reko (danes Grand Rapids), Bobrov otok in Manistik. Med Otavani je deloval do leta 1835, ko je bil poslan v La Pointe ob Gornjem jezeru, k plemenu Očipva. Po redko poseljenem indijanskem ozemlju se je pogosto odpravil na misijonska potovanja, zaradi česar so ga začeli klicati "duhovnik na krpljah".
Leta 1852 je bil posvečen v škofa v Cincinnatiju v Ohiu. Njegovo prvo škofovsko mesto je bilo Sault Ste. Marie, od leta 1866 naprej pa Marquette. Leta 1865 ga je zadela kap, od takrat pa se mu je zdravje začelo naglo slabšati. Umrl je januarja leta 1868. V kripti stolnice v mestu Marquette je tudi pokopan.
Napisal je več nabožnih knjig ter v nemščini knjigo Geschichte, Charakter, Sitten und Gebräuche nordamerikanischen Indianer (Zgodovina, značaj, šege in običaji severnoameriških Indijancev), kjer so med drugim Evropejci prvič spoznali zgodbo o indijanski princesi Pokahontas.
Pomembni sta predvsem njegova slovnica in slovar očipvejskega jezika, v tem jeziku je napisal tudi več nabožnih knjig.
Baraga je prebivalce v Ameriki tudi poučil kako se sadi in vzgaja sadna drevesa in jim omogočil izboljšati življenje. V svojih misijonih je ustanavljal šole, kjer so se Indijanci učili branja, pisanja in računstva, njegovi sodelavci pa so poučevali različne obrti, predvsem kovaštvo in tesarstvo.
Nekateri kraji v Sloveniji, ki so zaznamovali Friderikovo življenje, so danes povezani v Baragovo pot. Pred župnijsko cerkvijo v Trebnjem stoji Baragov celopostavni bronasti kip, delo kiparja Franceta Goršeta (1978). Grad Mala vas je urejen v muzej.

## Češčenje
Škofijski postopek za priznanje svetništva se je začel 17. avgusta 1972. Papež Benedikt XVI. je 10. maja 2012 podpisal odlok, s katerim je Baragi priznal junaške kreposti in mu dodelil naziv Častitljivi Božji služabnik. Tako je trenutno eden izmed treh slovenskih svetniških kandidatov s tem nazivom (poleg Vendelina Vošnjaka in Janeza Frančiška Gnidovca). Čudež, ki je potreben za razglasitev za blaženega, je trenutno v preiskavi. Baraga je poleg Antona Martina Slomška, že omenjenega Gnidovca, Antona Vovka in Antona Mahniča, eden izmed petih slovenskih škofov, ki so na poti do kanonizacije.

## Poimenovanja
v Sloveniji
- Baragovo semenišče v Ljubljani
- Baragova cesta v Ljubljani
- Baragova pot
- Baragov trg v Kranju in Trebnjem
- Baragov vrtec, katoliški vrtec v Kranju
- Zavod Friderik Irenej Baraga za vgojo, izobraževanje in kulturne dejavnosti Škofije Novo mesto v Šmihelu

Poimenovanja v zvezni državi Michigan v Združenih državah Amerike
- Baraga, okrožje (county) v Michiganu
- Baraga, mestna občina (township) v tem okrožju
- Baraga, vas (village) v tej mestni občini
- Baragov državni park
- Baragovi dnevi, sklop vsakoletnih prireditev[9]

### Angleščina
- Catholic-hierarchy.org
- Biographi.ca
- Stpetercathedral.org
- Newadvent.org
- Wisconsinhistory.org, očipvejski slovar

| Nazivi Rimskokatoliške cerkve | Nazivi Rimskokatoliške cerkve                           | Nazivi Rimskokatoliške cerkve |
| ----------------------------- | ------------------------------------------------------- | ----------------------------- |
| Predhodnik: prvi škof         | Škof Škofije Marquette 29. julij 1853 – 19. januar 1868 | Naslednik: Ignacij Mrak       |